# Cykas
Koglepalme (Cycas) rummer flere arter, som er i dyrkning, men som alle er beskyttet efter Washington-konventionen, og som derfor ikke må handles, med mindre planten er opdrættet uafhængig af naturen.
| Arter |

- Cycas cairnsiana
- Cycas circinalis
- Cycas media
- Cycas siamensis
- Indisk cykas (Cycas beddomei)
- Japansk cykas (Cycas revoluta)
- Sagocykas (Cycas rumphii)